# カーリ・クレーター

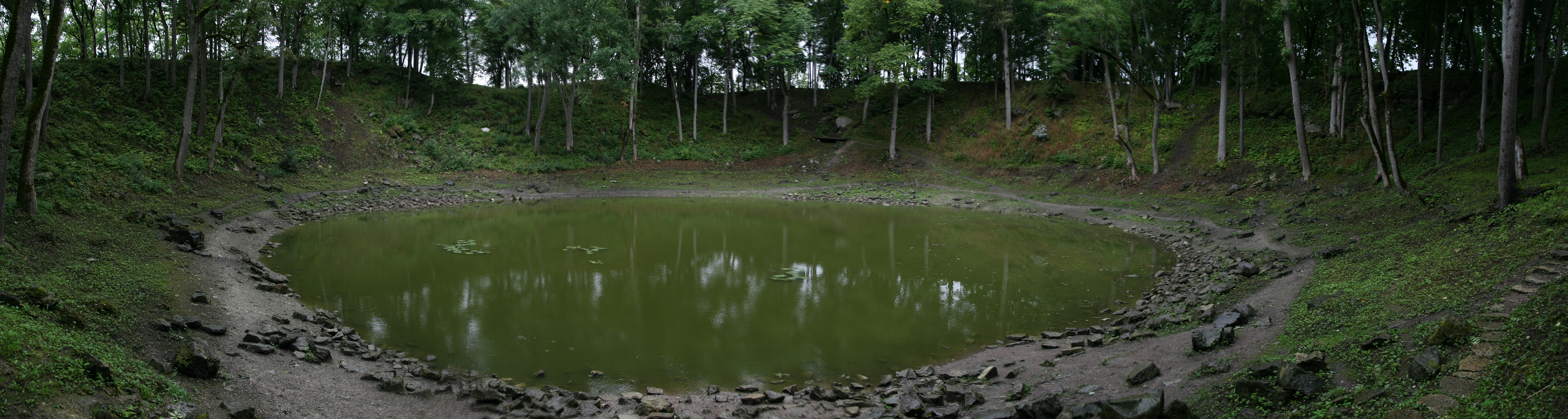
最大のクレーター(カーリ湖)

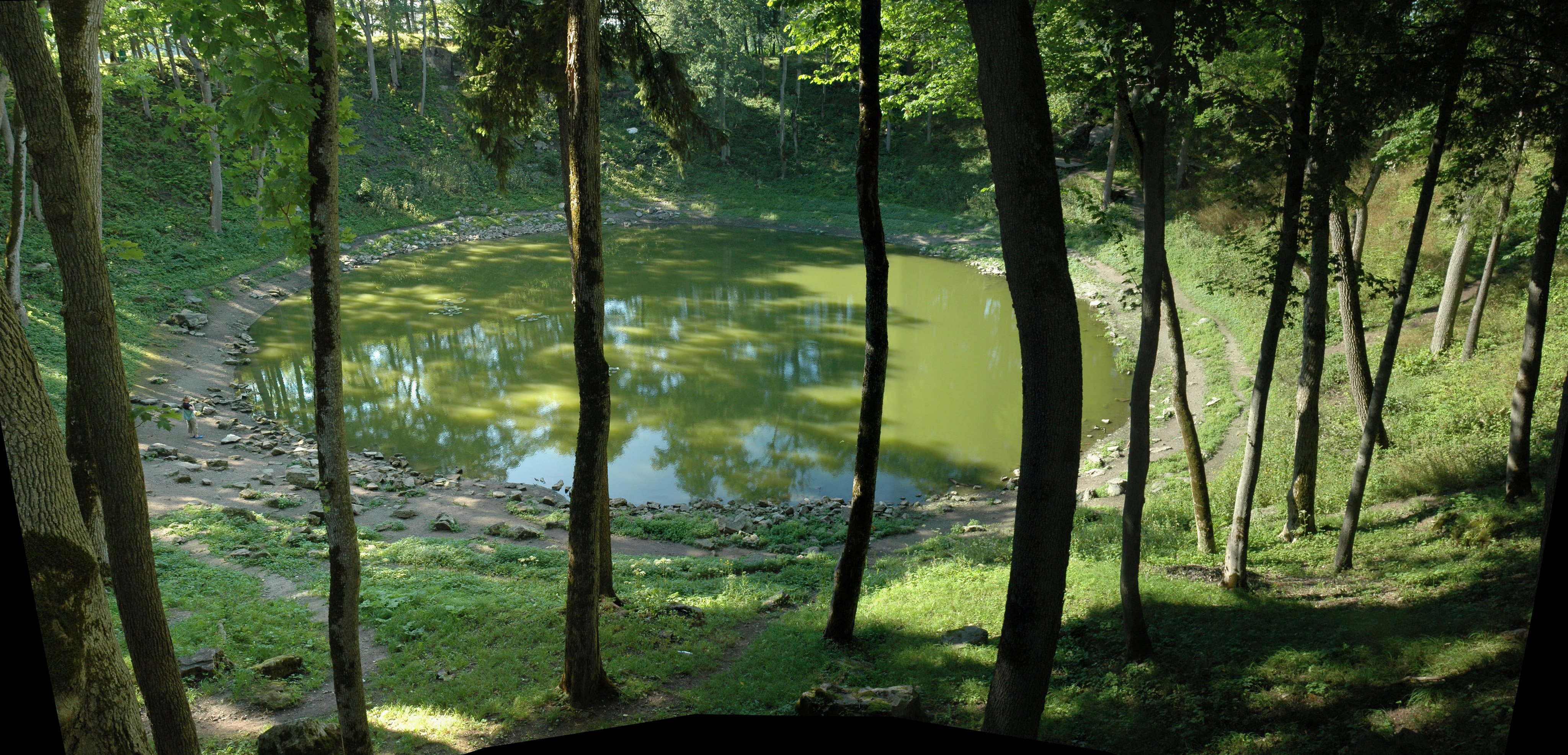
縁(リム)付近から見たカーリ湖クレーター

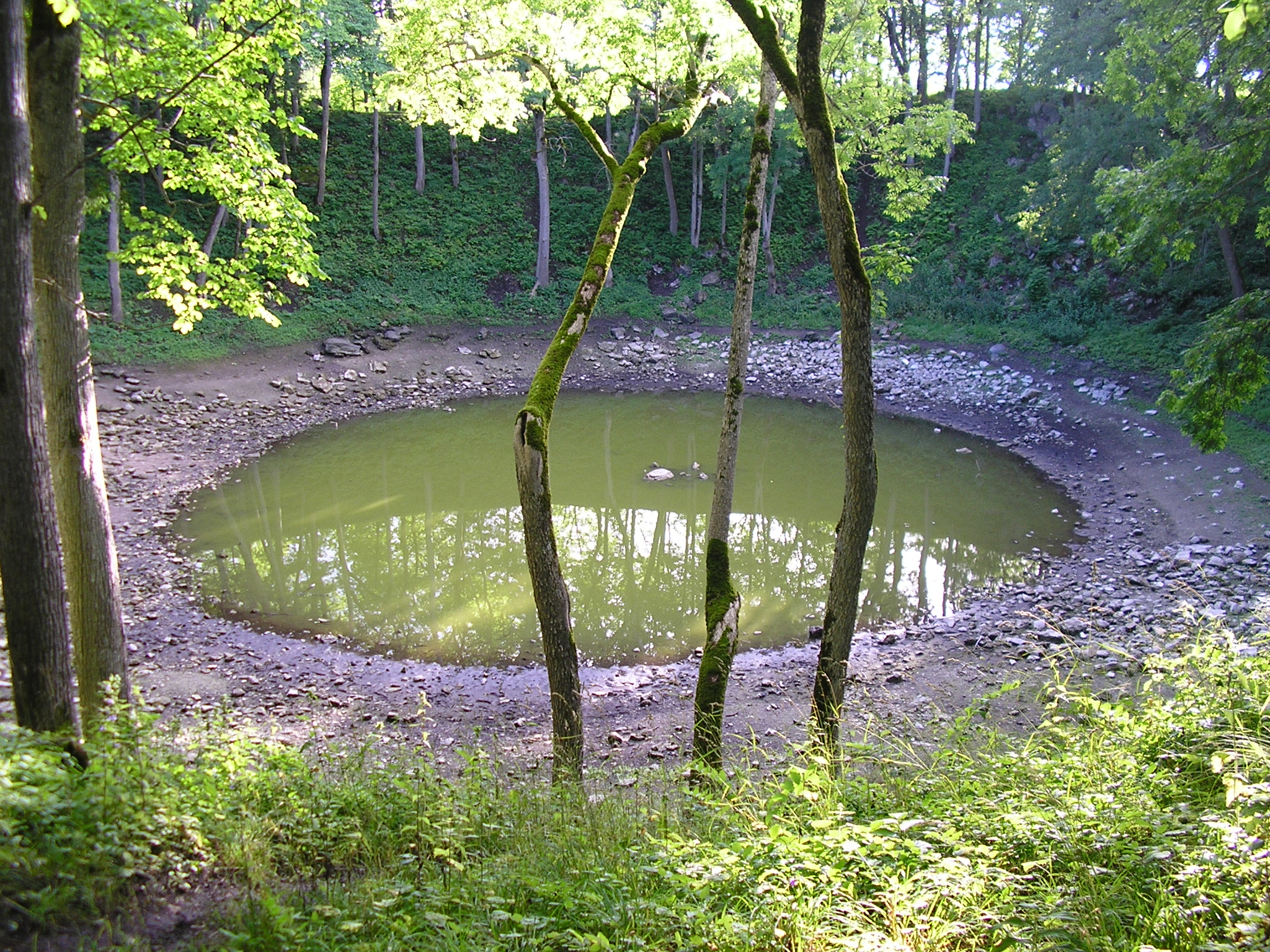
斜め上から見たカーリ湖。周囲の縁(リム)が一望できる

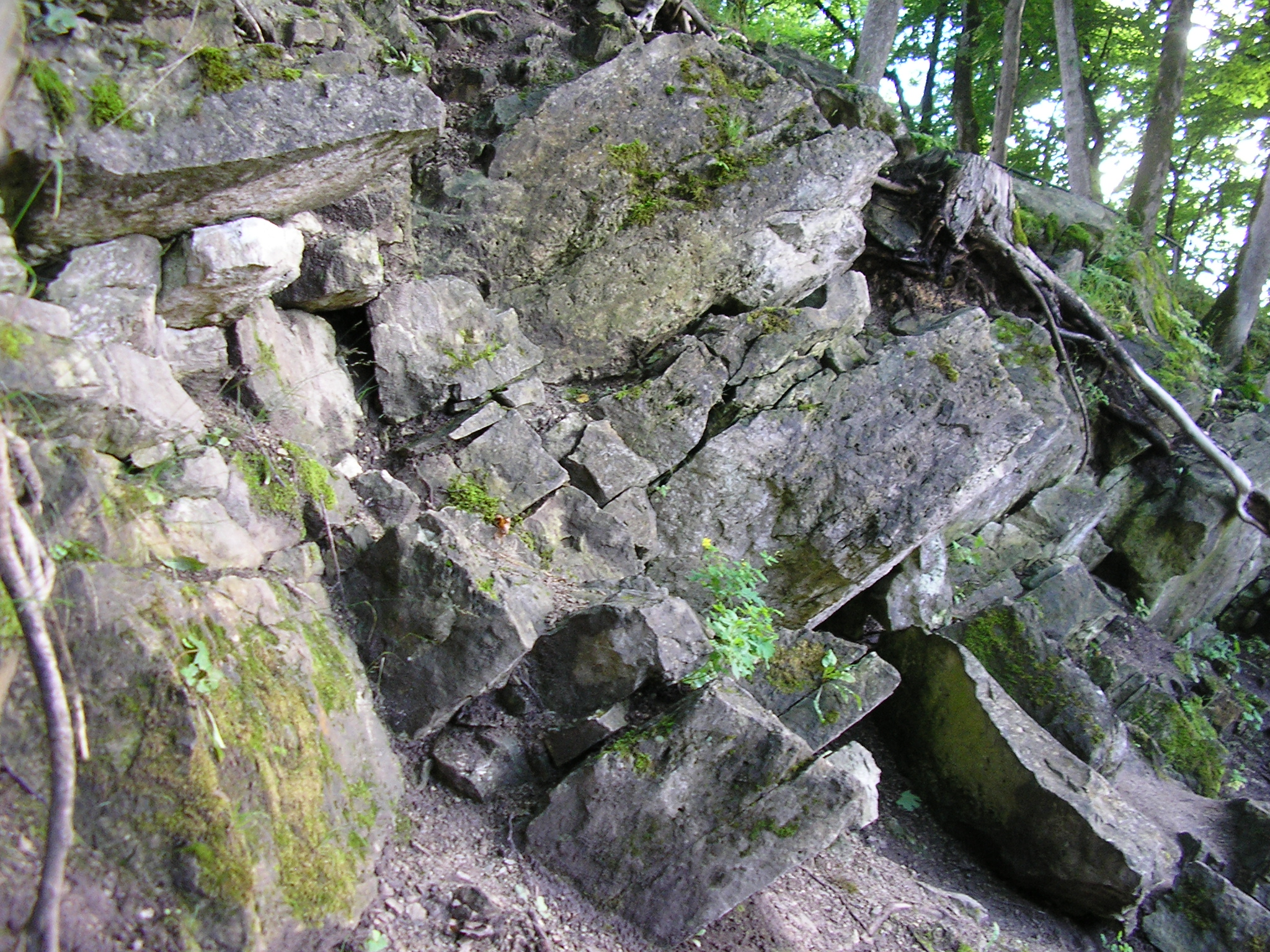
隕石の衝突により捲り上がったカーリ湖クレーターの縁にある苦灰岩

カーリ・クレーター（Kaali）は、エストニアのサーレマー島にある9個の隕石クレーター群である。
最も大きいクレーターは直径110mでカーリ湖（Kaali järv）という名の小さな湖になっている。20トンから80トンの重量の隕石群が10-20 km/sの速度で衝突したと考えられている。5-10 kmの高さで隕石は破砕されたと見積もられている。最大の破片は22mの深さのクレーターを生成し、径が12から40mで、深さが1mから4mの8個の小さなクレーターがメイン・クレーターのまわり1kmの範囲につくられている。
隕石衝突は紀元前660年 ± 85年に起こったと見積もられている。衝突のエネルギーは約80テラジュール(TNT火薬20キロトン相当)で広島型原爆に相当し、半径6kmの範囲の森林を燃やした。この出来事はこの地方の神話の中に記録され、カーリ湖が聖なる湖とされて儀式の行われた考古学的証拠が残っている。鉄器時代の初期に湖を囲う高さ2.5m、長さ470mの壁が作られた。
フィンランド神話にカーリに関する物語が残っている。カレワラの叙事詩"ロウヒ"(w:Louhi)には、悪魔が人々から太陽と火を盗んだため暗黒が訪れ、空の神ウッコが新しい太陽を造ったというような記術がある。
小惑星(4227) Kaali に命名された。